# 富士シティオ
富士シティオ株式会社（ふじシティオ、英称:Fuji Citio Co,Ltd.）は、スーパーマーケットの「Fuji」「デリド」を神奈川県と東京都に46店舗、海外はタイのバンコクにUFM Fuji Superを４店舗を展開する企業である。
なお、四国中国地方のフジは株式会社フジの経営であり、両社の間に資本関係等は全くない。

## 概要
本社は神奈川県横浜市。神奈川県で売上高第8位のスーパーマーケットチェーンである（2023年度、1位はオーケー）。
地域ごとのニーズにきめ細かく対応することを目指しており、品揃えにも独自性が見られる。これまで、大手スーパー傘下やボランタリー・チェーン等に属さず、自社のプライベートブランド商品開発や、自社ルートでの輸入商品調達などに取り組んできたが、2008年11月にニチリウグループに加盟した。
2000年代に入ってから、GMSに近い業態の大型店を大幅に整理縮小することにより、売上高は減少したものの、利益率は改善している。
2003年には、新業態フードストア「デリド」1号店をオープンさせた。
品揃えは惣菜や弁当などを中心とし、店名、店舗デザイン、制服などは多摩美術大学と共同で作り上げた。
2007年には、食品を扱うスーパーマーケットで初めて、Tカード加盟店としてポイントカードを開始した（デリドアトレヴィ大塚店およびデリドビーンズ武蔵中原店は入居するテナントで導入しているJRE POINTを採用しており、Tポイントサービスの対象外。）。サービス開始時からオリエントコーポレーションと提携したクレジットカード「Tカードプラス」を発行していたが、2024年2月29日をもって入会受付を終了する。
2022年2月14日からはスマートフォンアプリを使用するモバイルTカードとTカードにチャージして利用するTマネーの取り扱いを開始した。
Tポイント付与の対象となるのは現金・Tカードに付帯しているクレジットカード・Tマネーで支払ったときのみで、それ以外の支払い方法ではTポイントは付与対象外となっていたが、2024年3月1日からは決済手段に関わらずTポイント付与の対象となる。
なお、コンビニエンスストアチェーンを運営する株式会社スリーエフは、富士シティオ（当時は株式会社富士スーパー）がコンビニエンス事業部を分社して設立した企業である。

## 沿革

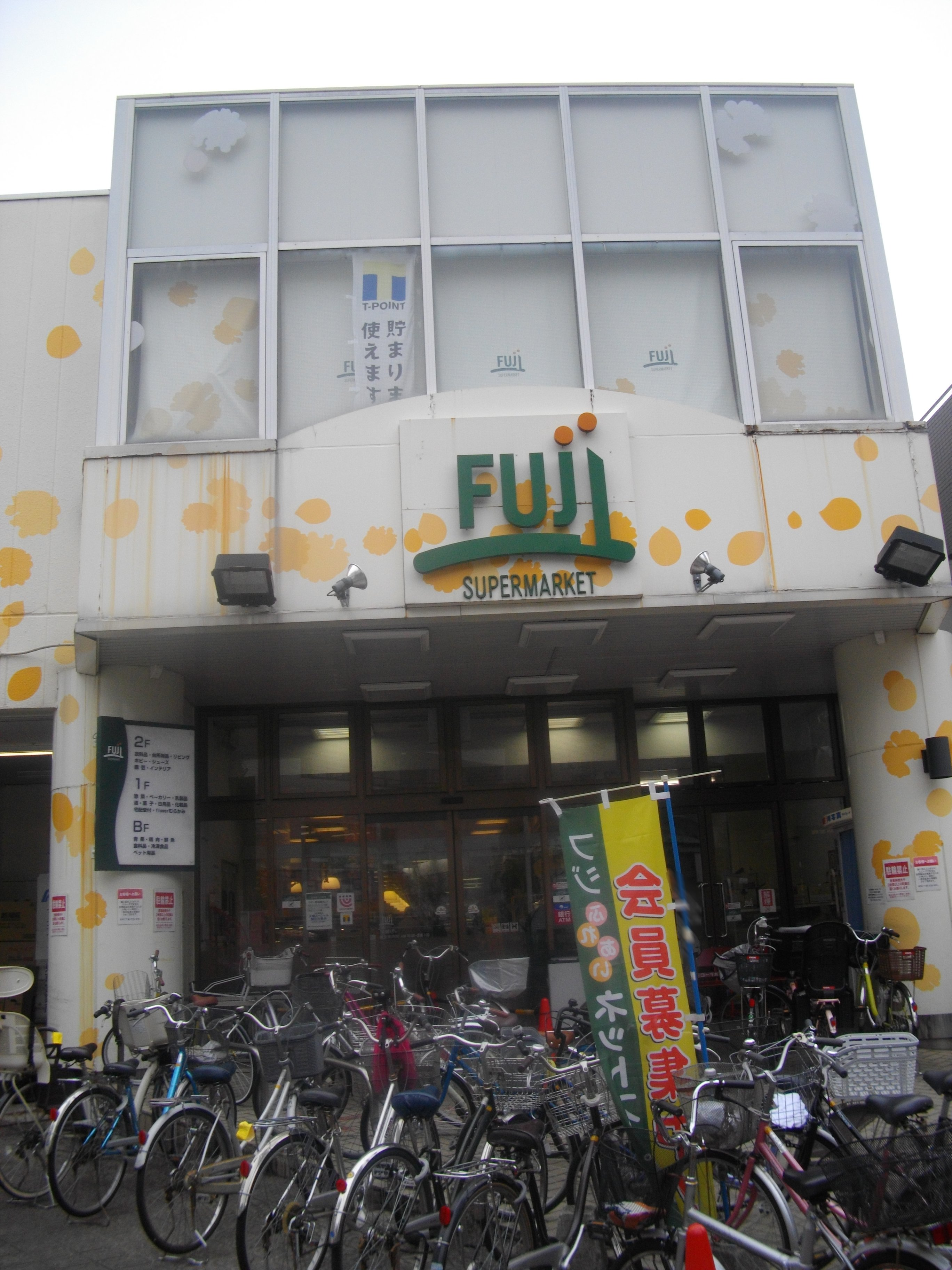
Fuji用賀店(東京都世田谷区)

- 1952年（昭和27年） - 荏原屋食料品店として東京都品川区にて創業。
- 1965年（昭和40年）
  - 8月17日 - 富士殖産株式会社を設立[1]。
  - 10月 - 横浜市港南区の上大岡駅前に「富士スーパー」1号店をオープン[1]。
- 1975年（昭和50年） - 上記1号店の地に「上大岡ショッピングセンター」を開業。
- 1977年（昭和52年） - 新晃設備株式会社を設立。
- 1978年（昭和53年） - 新晃設備株式会社の商号を株式会社フジアートに変更。
- 1979年（昭和54年）
  - 8月 - 富士殖産株式会社から株式会社富士スーパーに商号変更[1]。　
  - 横浜市磯子区にコンビニエンスストア「スリーエフ」1号店をオープン。
- 1981年（昭和56年）2月10日 - コンビニエンス部門を分社し、株式会社スリーエフを設立[3]。
- 1984年（昭和59年） - 横浜市保土ケ谷区に雑貨専門店「バラエティストア フルハウス」1号店をオープン。
- 1985年（昭和60年）
  - タイ王国にUFM FUJI SUPER CO., LTD. を設立。
  - 首都バンコクに「UFM富士スーパー」1号店をオープン。
- 1987年 - 輸入専門商社、株式会社フィスコを設立。
- 1989年（平成元年）6月 - 資本金を5億7200万円に増資[1]。
- 1991年
  - 8月 - 株式会社富士スーパーから富士シティオ株式会社に商号変更[1]。
  - FUJI CITIO AUSTRALIA PTY.LTD.を設立。
  - 保険代理店、旅行代理店部門を分社し、株式会社フジツアーインターナショナルを設立。
- 1997年 - 外食部門を分社し、株式会社フジフードを設立。
- 2000年 - カルチュア・コンビニエンス・クラブのフランチャイジーとして「TSUTAYA」店舗運営に乗り出す。
- 2003年 - 新業態店舗「デリド」1号店を平塚市の平塚駅南口にオープン。
- 2005年 - 株式会社フジフードを自社の外食部門に統合。
- 2007年 - カルチュア・コンビニエンス・クラブの子会社Tカード＆マーケティングと提携し、Tカード加盟店としてポイントカードを開始。
- 2008年 - ニチリウグループ（日本流通産業）に加盟。
- 2014年 - 横浜市中区に小型店「プチマルシェフジ」1号店をオープン。
- 2022年 - モバイルTカード・Tマネーの取り扱いを開始。

## 店舗
現行の店舗については、公式サイト「店舗一覧」を参照。

### 過去に存在した店舗

#### 神奈川県
- 太田店（横浜市南区[1]、1972年（昭和47年）10月開店[1]、店舗面積503m²[1]）
- 渋沢店（秦野市若松町[1]、1977年（昭和52年）12月開店[1]、店舗面積1,158m²[1]）
- 城山店（津久井郡城山町[1]、1983年（昭和58年）1月開店[1]、店舗面積1,300m²[1]）
- 茅ヶ崎店（茅ヶ崎市共恵[1]、1984年（昭和59年）11月開店[1]、店舗面積370m²[1]）
- 有馬店（川崎市宮前区[1]、1985年（昭和60年）11月開店[1]、店舗面積295m²[1]）
- サンマート西門店（相模原市相模原[1]、1985年（昭和60年）10月開店[1]、店舗面積535m²[1]）
- 相模大野店（相模原市上鶴間[1]、1987年（昭和62年）3月開店[1]、店舗面積1,696m²[1]）
- 秦野店（秦野市）
- 平塚店（平塚市）
- 大曲店（寒川町）
- 高座店（大和市）
- 岡津店（横浜市戸塚区）
- 東戸塚店（横浜市戸塚区）
- 上星川店（横浜市保土ヶ谷区）
- 野川店（川崎市宮前区）
- フルハウス愛川店（愛川町）
- フルハウス鶴嶺店（茅ヶ崎市）

#### 東京都
- 三鷹店（三鷹市下連雀[1]、1985年（昭和60年）6月開店[1]、店舗面積462m²[1]）
- 堀之内駅前店（八王子市堀之内[3]、1989年（平成元年）11月開店[3]、店舗面積985m²[3]）
- デリド五反田店（品川区）
- デリド市ヶ谷店（千代田区）
- 稲城長沼駅前店（稲城市）

## グループ企業
- 株式会社フジツアーインターナショナル - 旅行・保険代理店
- 株式会社フィスコ - 輸入商社
- 富士殖産株式会社 - 不動産管理
1965年(昭和40年)8月設立[1]、横浜市[1]）
- 日本冷食開発株式会社 - 運送
- 株式会社フジアート - 警備・広告・清掃事業等
1977年（昭和52年）3月設立[1]、横浜市[1]）
- UFM FUJI SUPER CO., LTD
1985年（昭和60年）8月設立[1]、バンコク[1]）
  - タイ王国の商社Metro Groupとの合弁企業。「UFM富士スーパー」4店舗を展開。
- FUJI CITIO AUSTRALIA PTY.LTD.
- 株式会社スリーエフ - コンビニエンスストアチェーン